# Barnedåp i Tanum kirke
Barnedåp i Tanum kirke är en oljemålning av Harriet Backer från 1892.
Harriet Backer använde sig ofta av kyrkointeriörer i sina målningar. För henne var kyrkorummet ett fungerande sätt att kombinera ett andligt innehåll med det nationella tema, som kännetecknade hennes konst under 1890-talet. Den romanska stenkyrkan Tanum kirke i Bærum från början av 1100-talet är en miljö som hon använt flera gånger. Hon har själv betecknat Barnedåp i Tanum kirke som ett av sina huvudverk.

## Historik

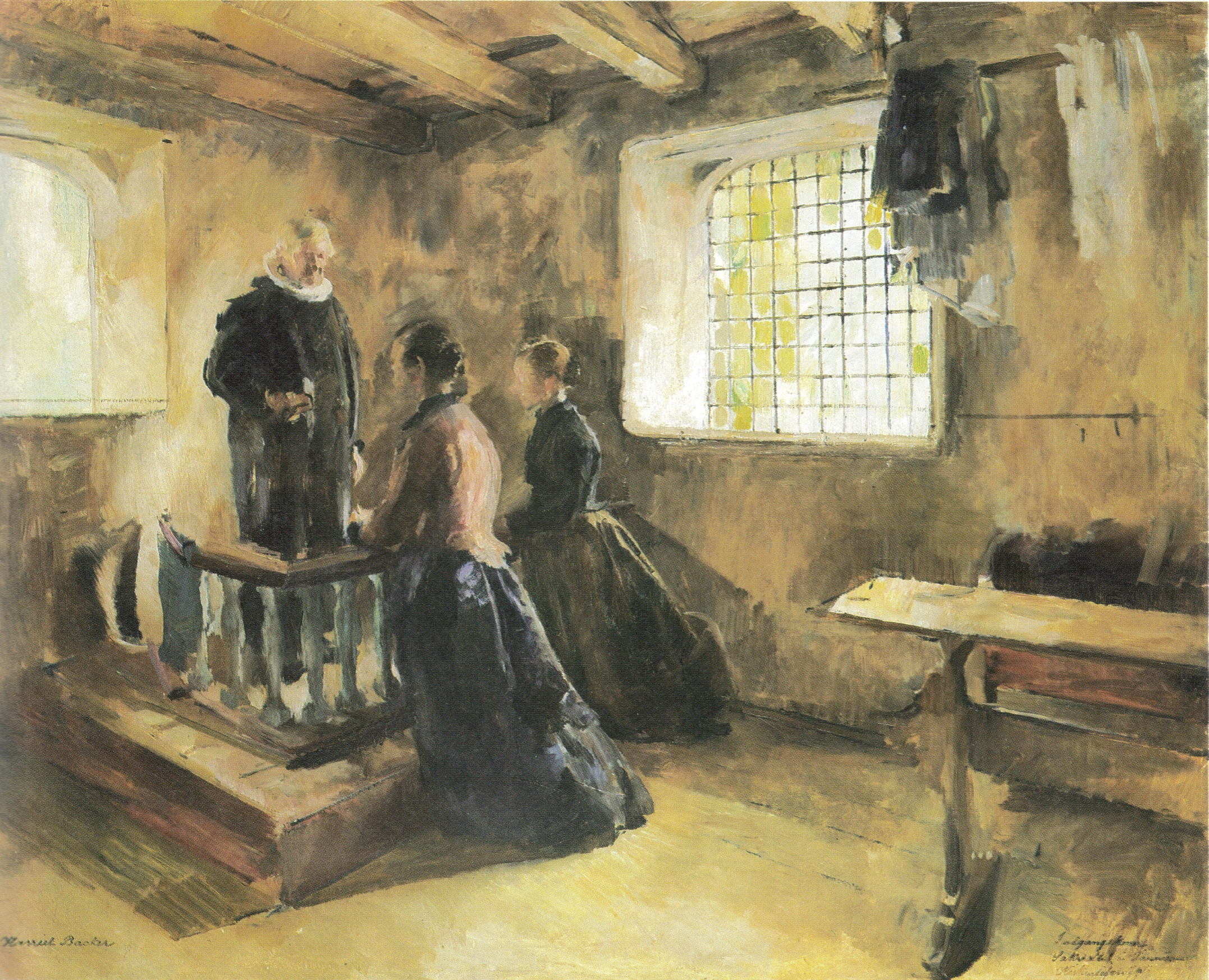
Altergang i Tanum, eller Inngangskoner, 1892.

Harriet Backer bodde åren mellan 1878 och 1888 i Paris, och ingick där i konstnärskretsen kring Jonas och Thomasine Lie. Hon flyttade tillbaka till Norge 1888 för att bosätta sig i Sandvika i Bærums kommun. Där började hon göra ett antal målningar med kyrkointeriörer som motiv. Under dessa år utvecklade hon också en vänskap med den pietistiske författaren Arne Garborg, vilket kan ha bidragit till ett djupare religiöst engagemang och ett intresse att måla kyrkomotiv.
Hon var också sedan tidigare bekant med omgivningen, bland annat som en av Fleskum-målarna som bodde och arbetade tillsammans sommaren 1886 på Christian Skredsvigs hustrus gård Fleskum i Bærum, och i vilken grupp också ingick Erik Werenskiold, Gerhard  Munthe, Kitty Kielland och Eilif Peterssen. Hon började där måla inte bara utomhusmotiv, utan också interiörer från bondgårdar och enklare landsbygdsstugor som Interiør fra bondestue, Knabberud i Bærum 1886 och Bygdeskomakere 1887.
Den inte helt slutförda Altergang i Tanum från 1892 var Harriet Backers första målning med kyrkointeriörsmotiv. Den visar en interiör av Tanum kirke med den traditionella kyrktagningsseden med välsignelse av kvinnor som fött barn, som en rit innan kvinnorna återtog sina kyrkobesök efter födseln. I den målningen är färgkontrasten stor mellan de två knäböjande kvinnorna och prästen och det betonade ljuset som faller in genom kyrkans fönster. Året efter gjordes huvudverket Barnedåp i Tanum kirke. 
| ”                                         | Søndag oppdaget jeg at Tanum kirkes interiør er noe av det vakreste jeg har sett. Jeg stenger døren innenfra og bruker kirken som mitt eget atelier. Det er en sjelden nytelse for meg som pleier å arbeide innendørs mens folk har det travelt. | „ |
| – Harriet Backer i brev till Arne Garborg | |   |

Några år senare gjorde Harriet Backer ytterligare målningar med kyrkointeriörmotiv. Under somrarna 1899–1902 gjorde hon målningar från Stange kirke i Stange kommun, bland annat Altergang i Stange 1902. Somrarna 1904–1909 målade hon i Uvdals stavkyrka i Nore og Uvdals kommun, bland annat Interiør fra Uvdal stavkirke 1909.

## Målningen
Målningen beskriver en scen i landsbygdskyrkan Tanum kirke en solig sommardag. I bakgrunden står dörrarna till vapenhuset öppna och det starka dagsljuset strömmar in i den  övrigt mörka målningen. Ljuskällan är skymd, men dagsljusets spel in i kyrksalen dominerar bilden. I dörröppningen står ett sällskap med ett spädbarn på väg att gå in i kyrksalen.
I förgrunden till höger sitter en kvinna på bänken längst bak, som vänder sig om för att titta mot ingången till kyrkan. Bredvid henne skymtar en annan kvinna i dunklet.

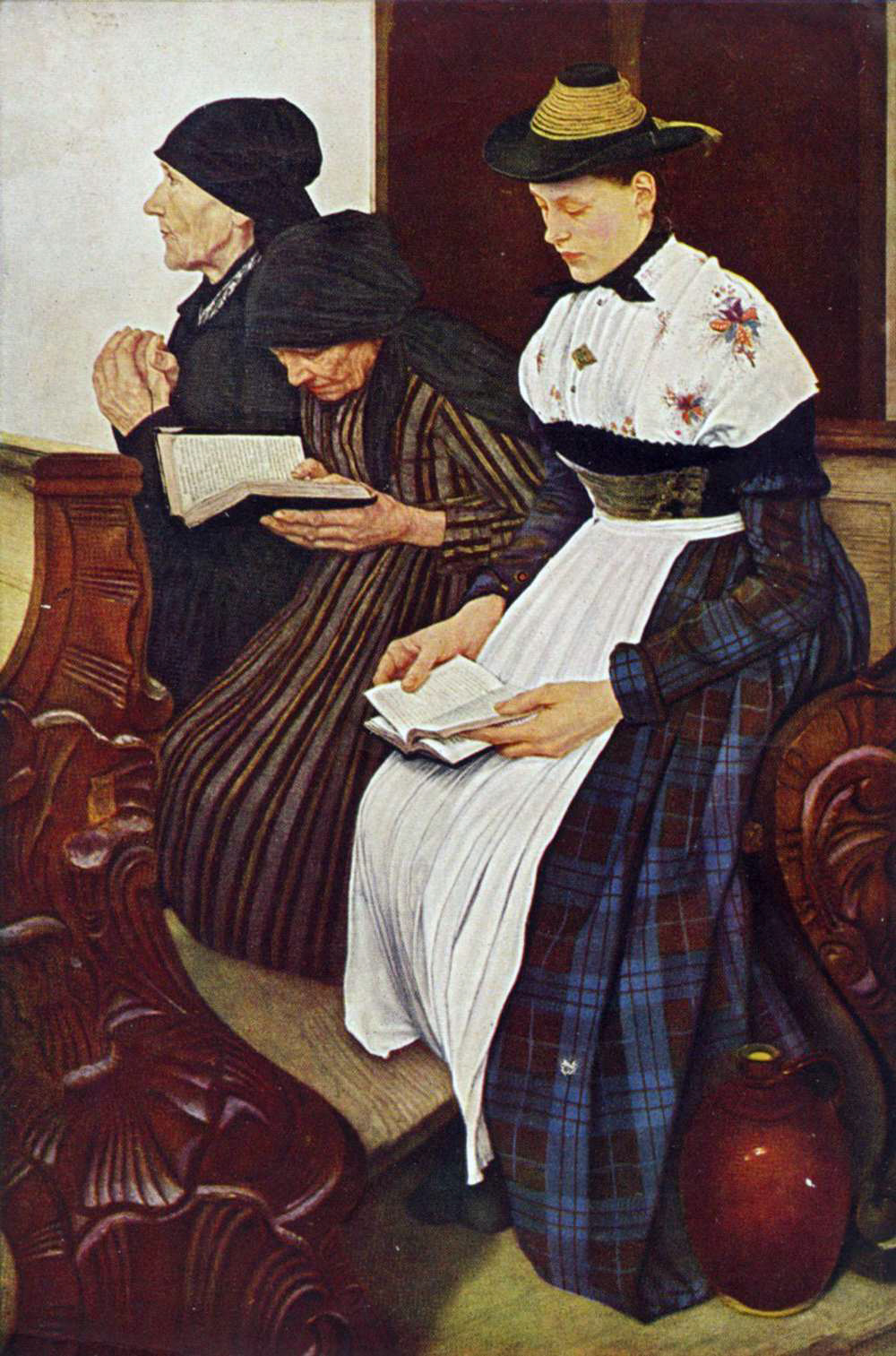
Wilhelm Leibl: Tre kvinnor i kyrkan, 1881.

Till del, i förgrunden, återspeglar målningen det akademiska realistiska måleriet. Samtidigt är den ljusa friluftsscenen, som är infogad i bakgrunden, inspirerad av impressionismen. Det har framkastats att Harriet Backer kan ha inspirerats av Wilhelm Leibls Tre kvinnor i kyrkan från 1878–1882, som hon kunnat studera under sin utbildningstid i München.

## Proveniens
Målningen visades på Høstutstillingen i Kristiania 1892 och efter ett juryval på Världsutställningen i Chicago 1893, där den såldes. Nasjonalgalleriet i Oslo köpte målningen 1959 av Washington University i St. Louis i USA.

## Interiörmålningar av Harriet Backer

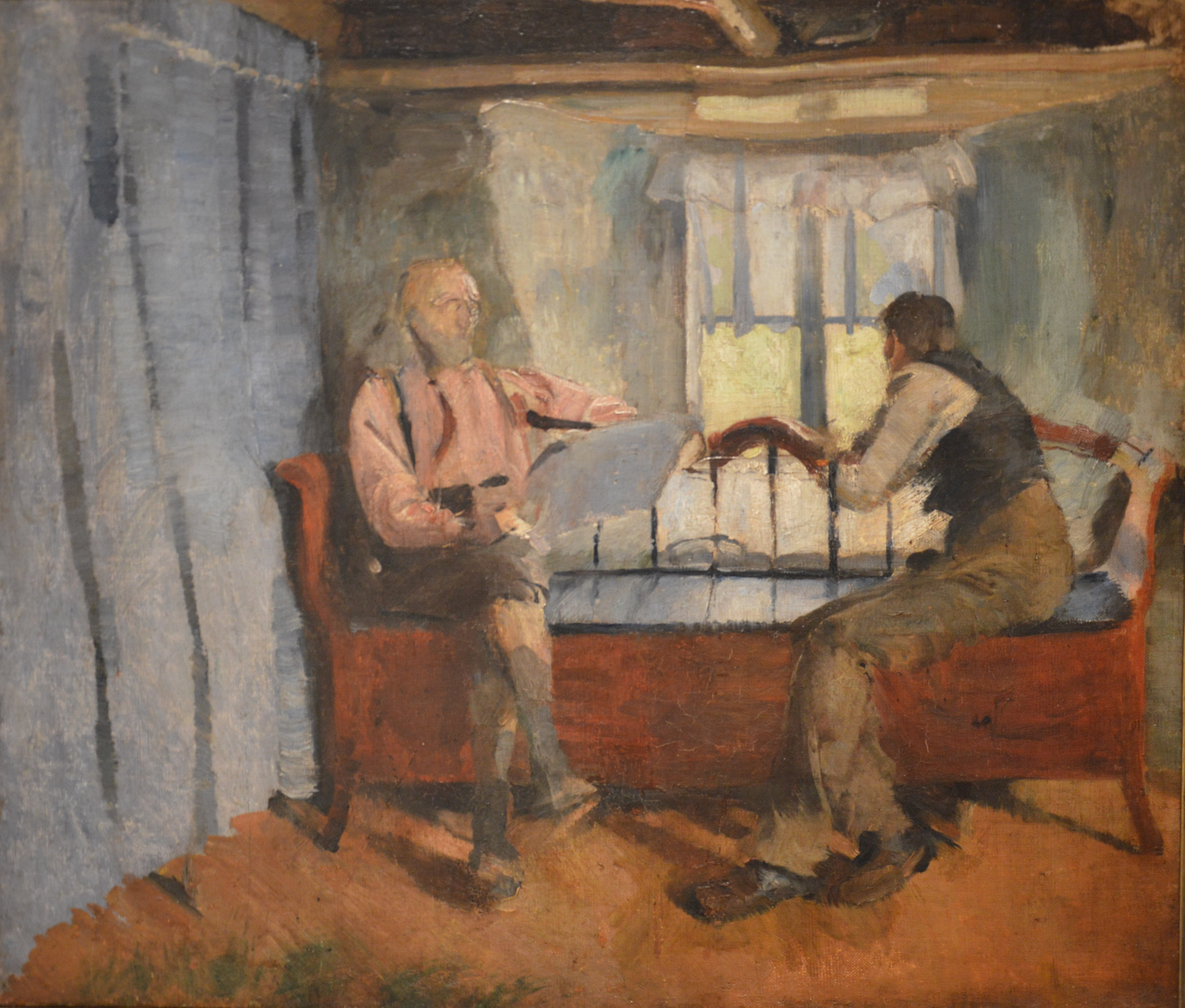
Interiør fra bondestue, Knabberud i Bærum, 1886.
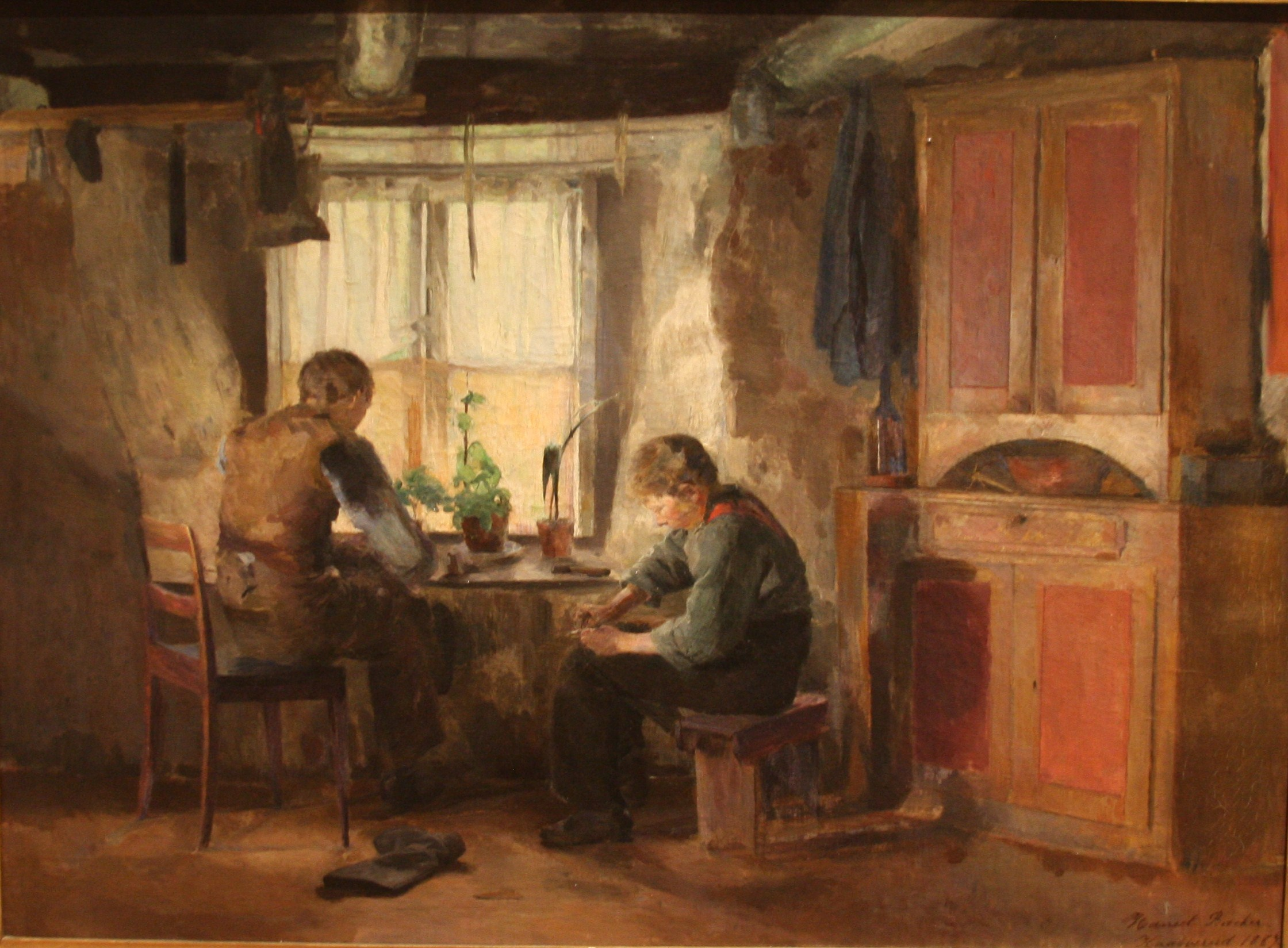
Bygdeskomakere, 1887.
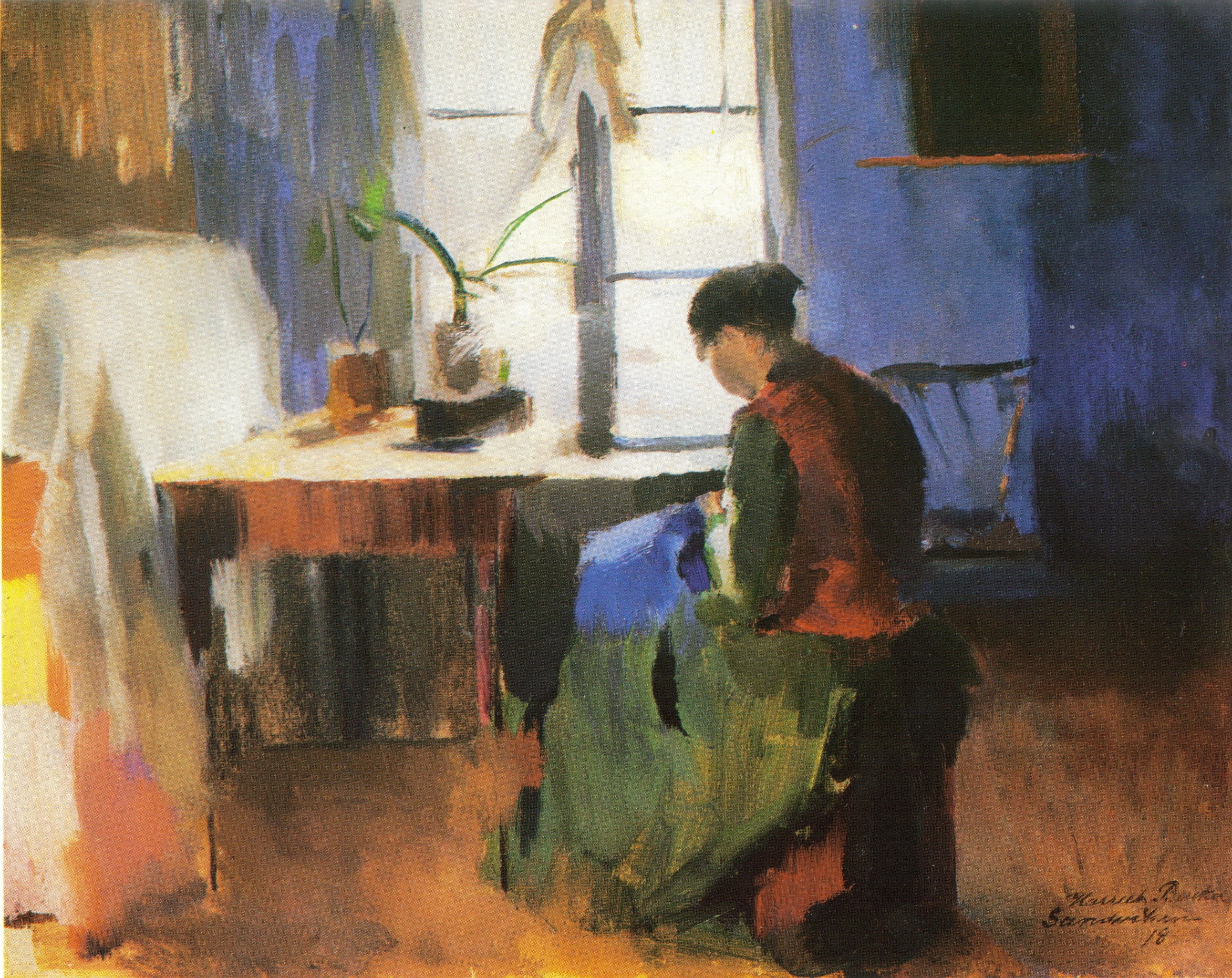
Kone som syr, 1890.
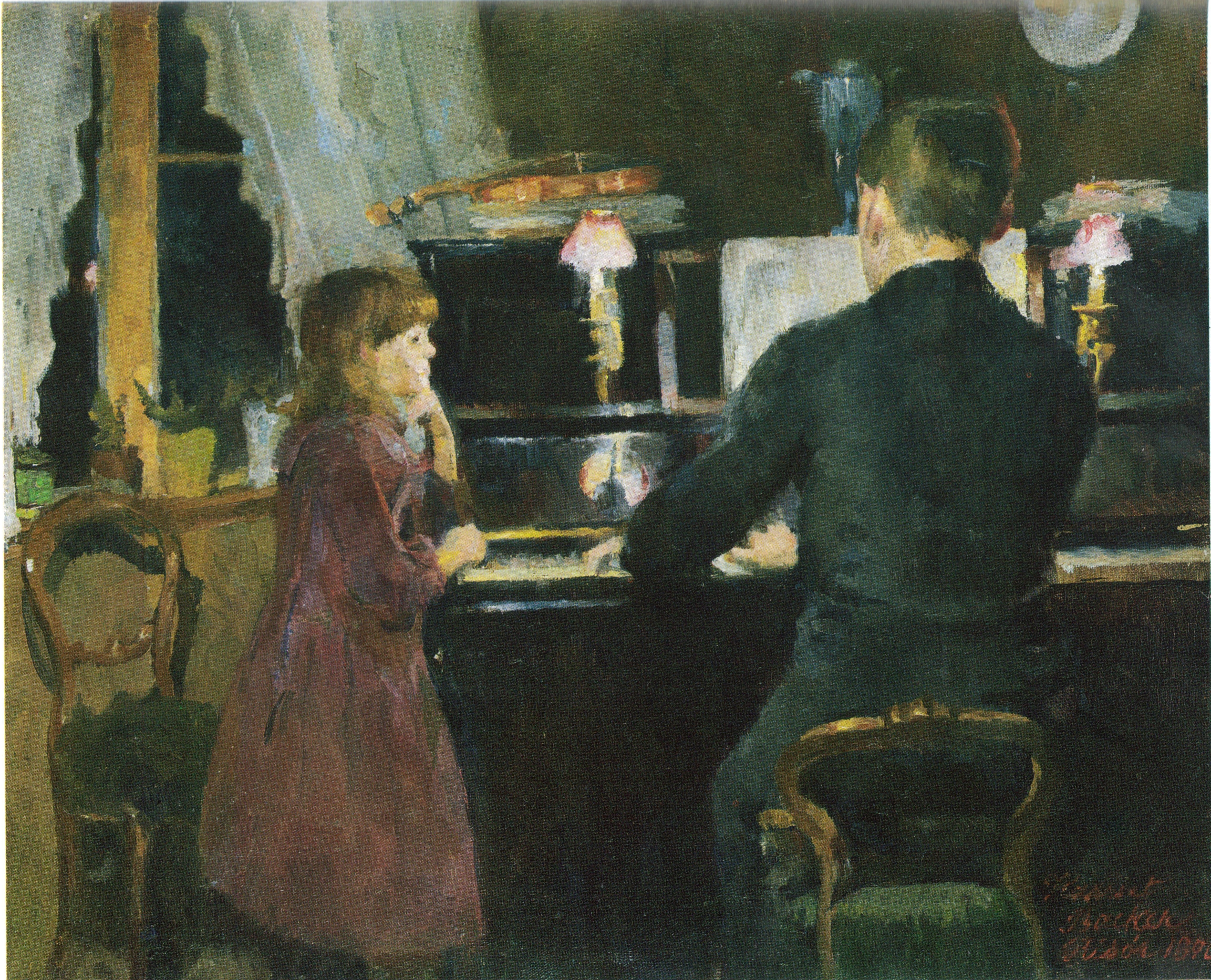
Storebror spiller, 1890.
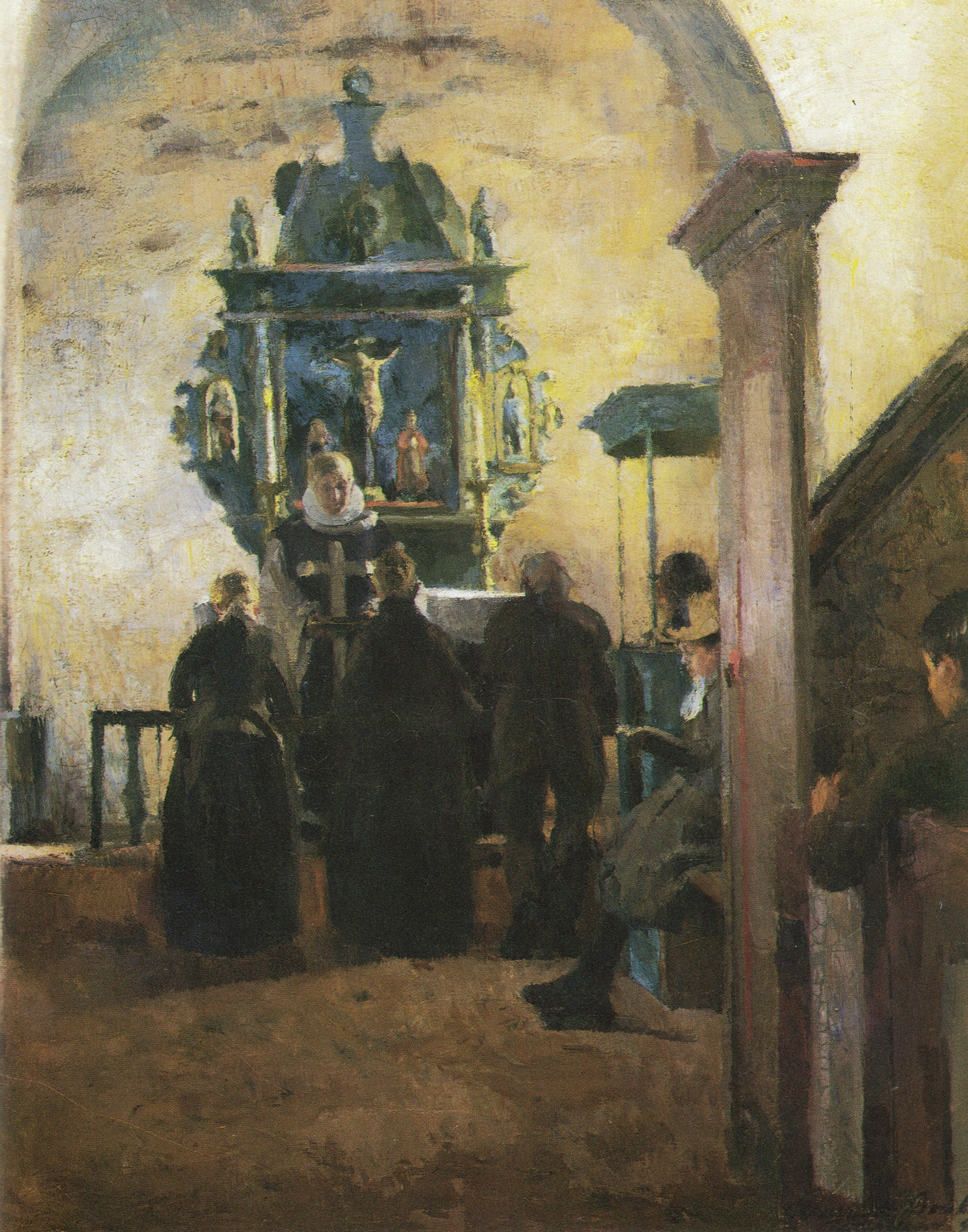
Alteret i Tanum kirke, 1891.
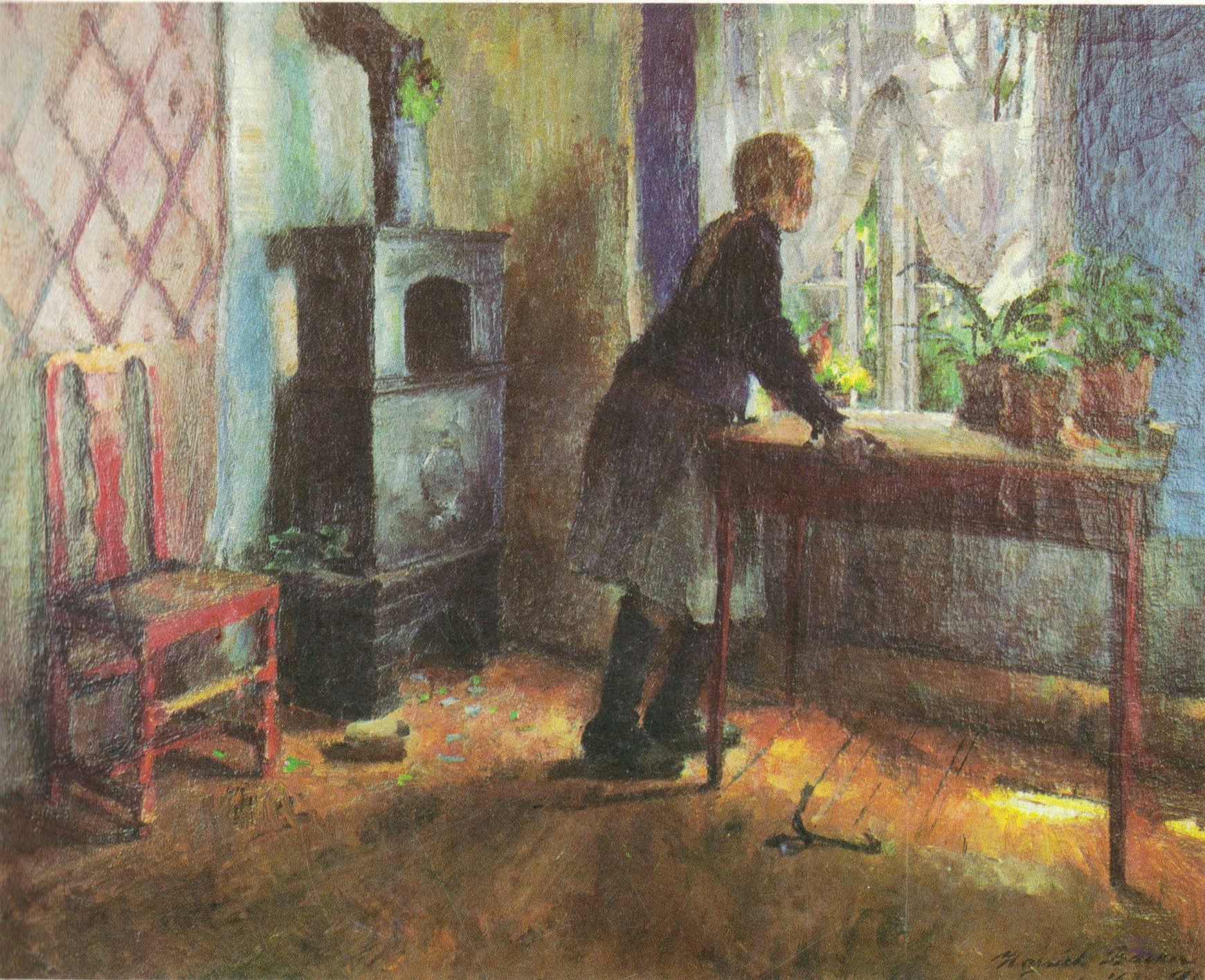
Pike ved vinduet, 1891.
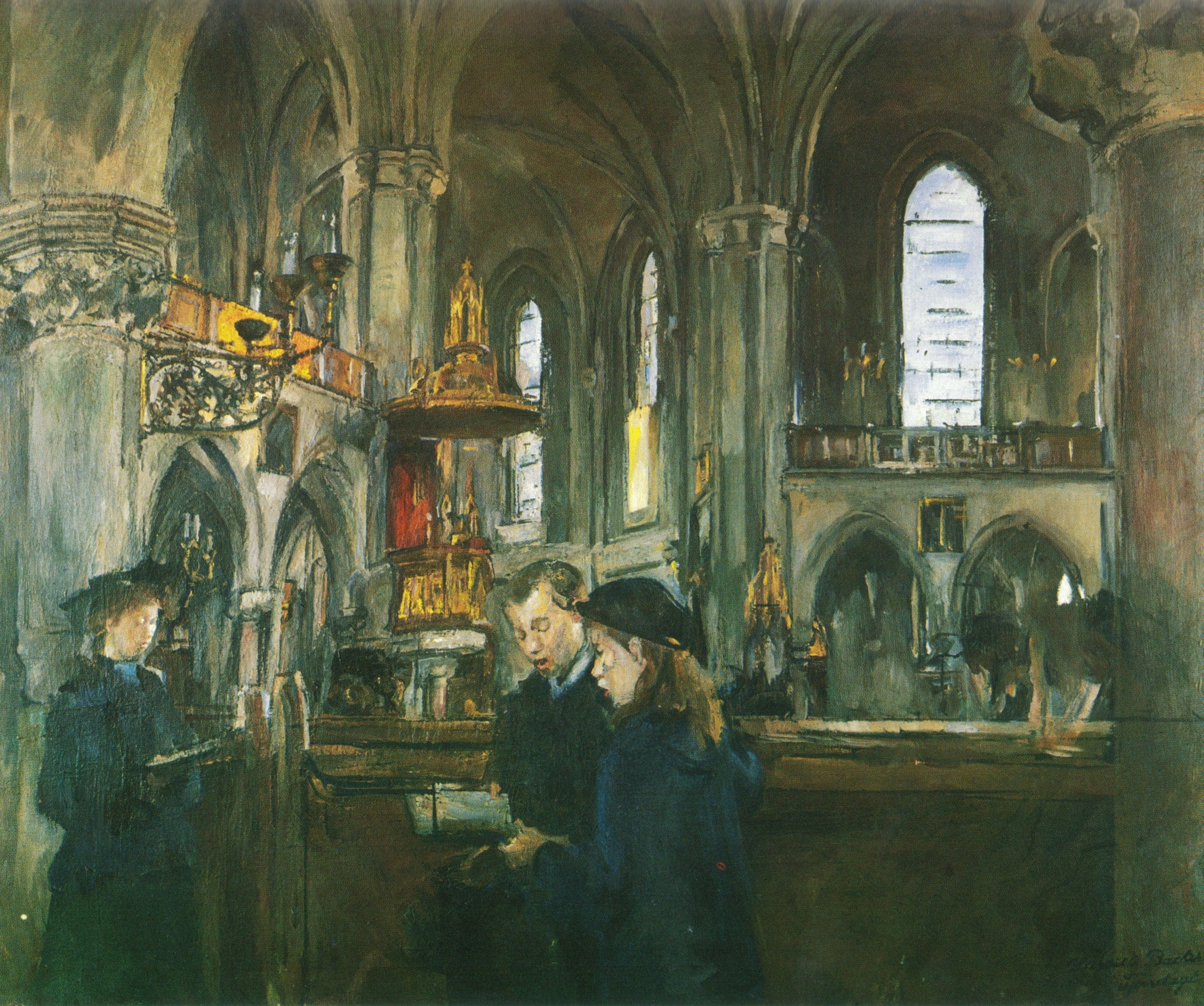
Fra Trefoldighetskirken i Oslo, 1898–1908.
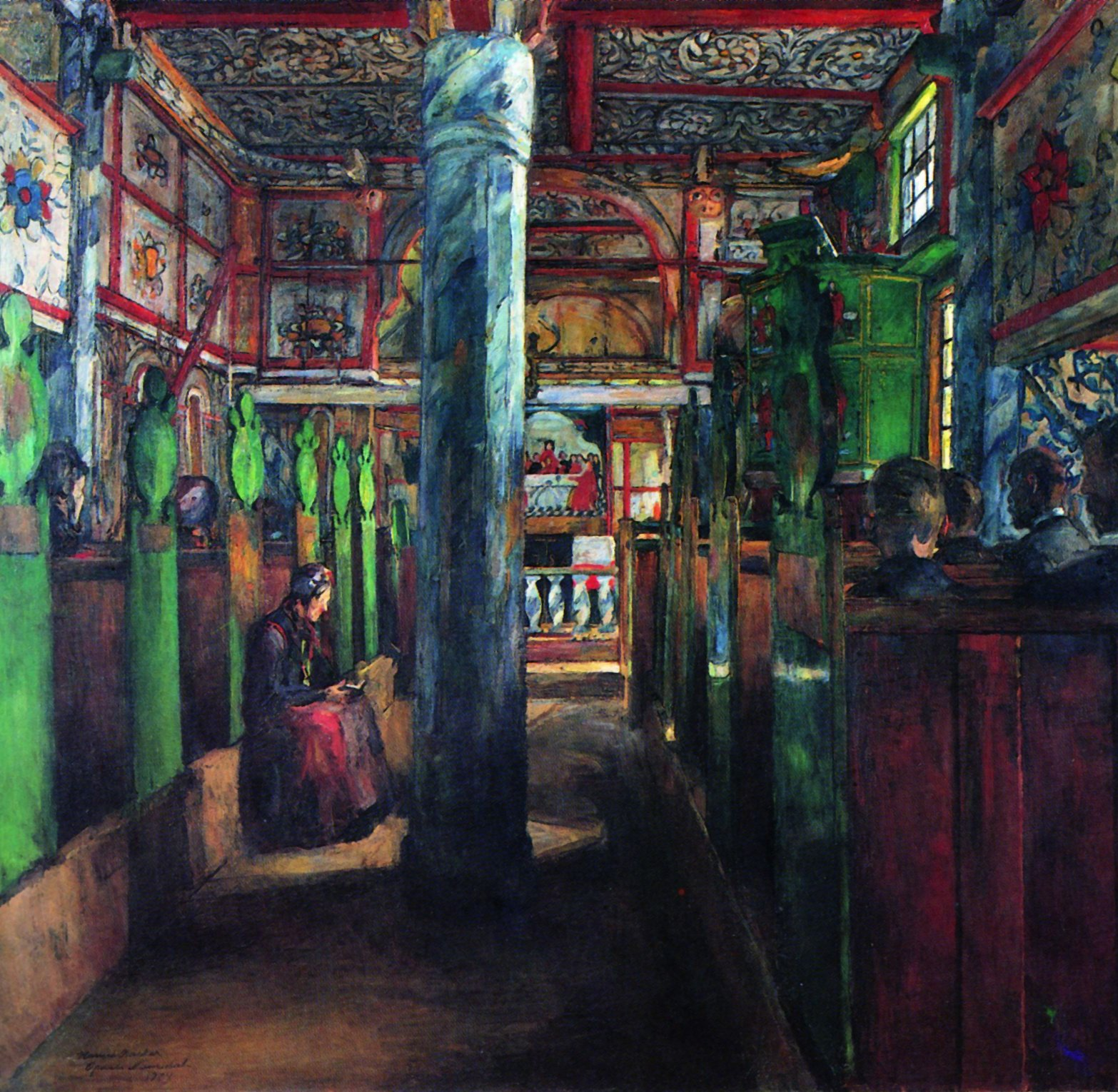
Interiør fra Uvdals stavkyrka, 1909.
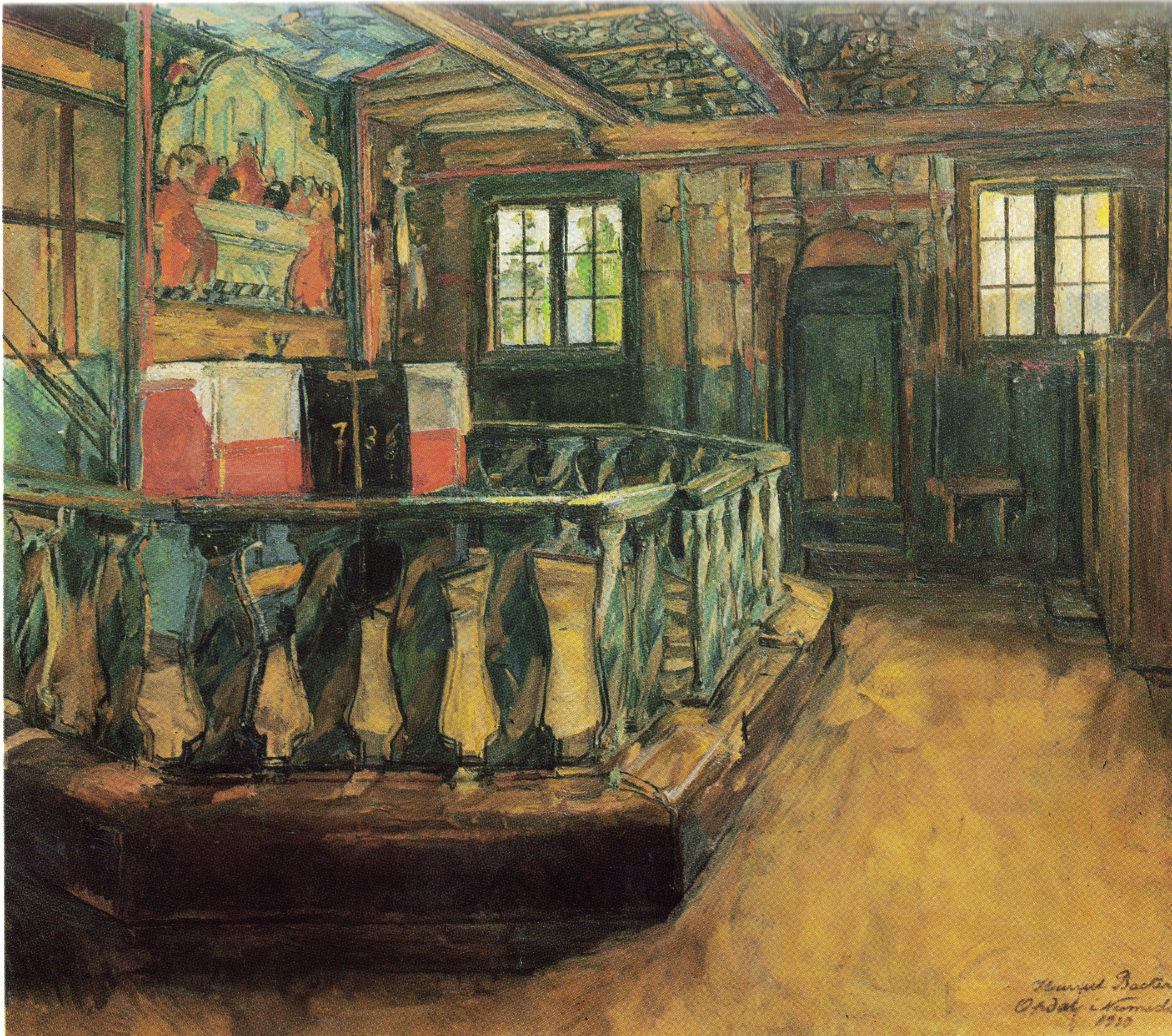
Alteret i Uvdal kirke, 1910.